# 道志川
道志川（どうしがわ）は、山梨県南都留郡道志村から神奈川県相模原市緑区までを流れる相模川水系の一級河川である。

## 地理
山梨県南都留郡道志村長又の山伏峠（山中湖村との境）付近に端を発し、道志山塊・丹沢北西部の山地に広がる森林が貯えた水を集めて道志村を横断し、神奈川県に入ると右岸が相模原市緑区津久井地区、左岸が同藤野・相模湖両地区の境を概ね東方向へ流れ、相模原市緑区三ケ木の津久井湖最上流部で相模川に合流する。
水源の標高は約1,120メートル、相模川合流地点は約120メートル。
ほぼ全域で両岸は山地になっており、その狭間を縫うように蛇行しながら流れ、途中で多くの支流や沢を合流し、渓谷を形成する。
道志村および相模原市緑区青根・青野原では、その周辺の境が流域の分水嶺に位置していることから、全域が流域面積に含まれる。

## 横浜市有道志水源かん養林

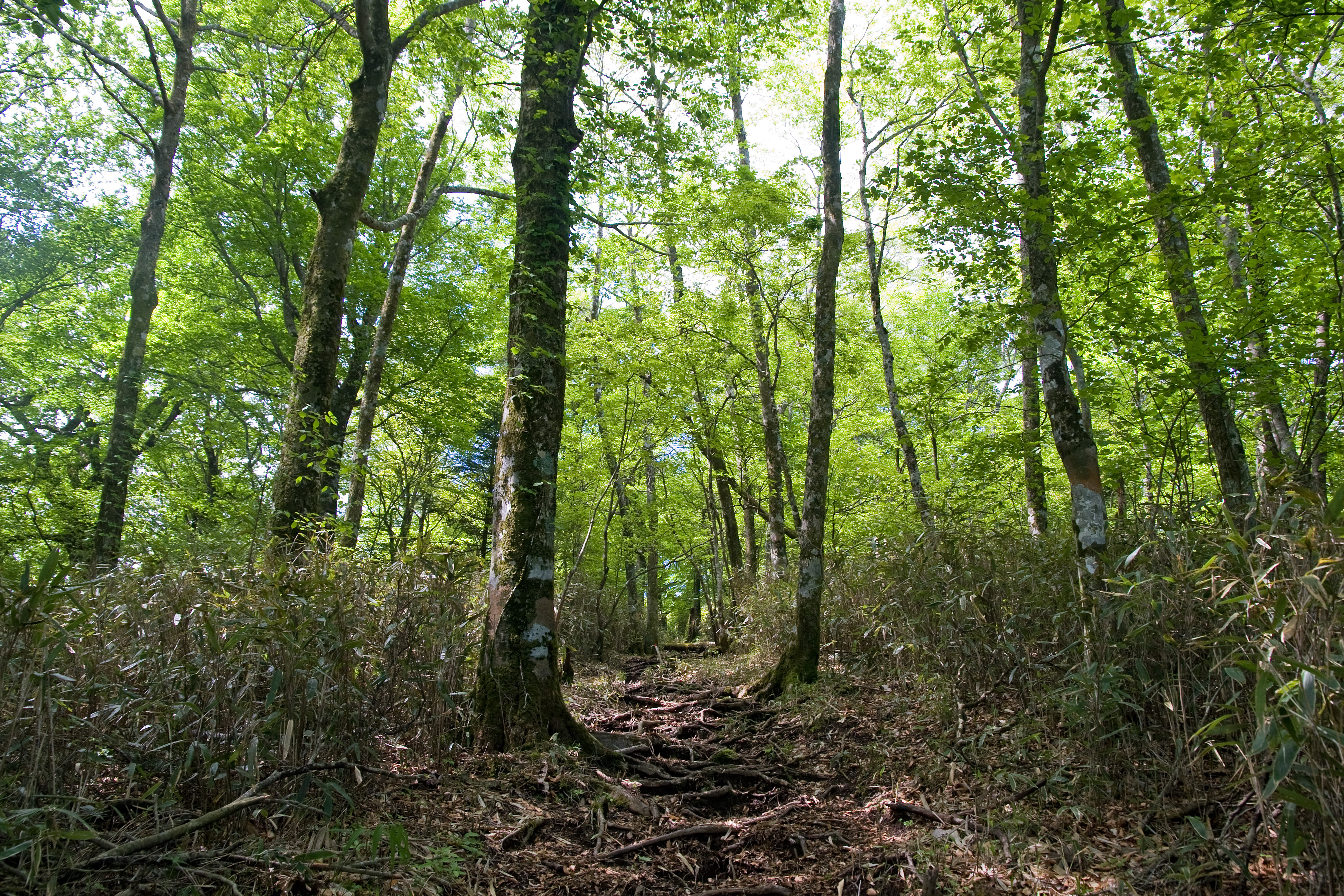
三ヶ瀬川上流、丹沢山地・菰釣山の森林

当初は近隣の多摩川水系二ヶ領用水から取水を始めた日本最初の水道・横浜市水道局が、水質汚染や水源枯渇・水量不足等によりその水源を道志川に求めたことをきっかけとして、大正時代以降、沿川の水源林の大部分が横浜市の森林計画により保全されている。
このため各地で森林崩壊が懸念されている現在でも、道志川沿いには比較的手入れの行き届いた水源林が広がっていて横浜市有道志水源かん養林として水源の森百選に指定されている。
| 山岳                   | 面積(ha) | 標高(m)    | 人工林(%) | 天然林(%) | 主な樹種                 | 制限林                               | 種類           | 流量(m3/日) |
| ---------------------- | -------- | ---------- | --------- | --------- | ------------------------ | ------------------------------------ | -------------- | ----------- |
| 道志山塊、丹沢山地西部 | 2,868    | 750〜1,680 | 43        | 57        | スギ・ヒノキ・ナラ・ブナ | 水源かん養保安林、土砂流出防備保安林 | 流水（道志川） | 172,800     |

森林が涵養する水質は中性の軟水で日本人の嗜好に合致しており、またかつては「赤道を超えても腐らない水」として船乗り達にも称賛されたと言われている。
横浜水道の取水開始以降、水源涵養をきっかけに生まれた横浜市と道志村との友好関係は今も続いており（道志村#歴史も参照）、道志村の面積の約 36パーセント を水源涵養林として横浜市が取得・保全し、ボランティアを募っての水源涵養林の手入れや、道志川支流の大群沢（道志村大渡、大室山中腹）で取水してペットボトルに詰めた水を「はまっ子どうし」と名付けて販売、その収益金を水源保全活動に充てるなどの取り組みがされている。
- 所在地：山梨県南都留郡道志村

## 流域の自治体
山梨県
南都留郡道志村
神奈川県
相模原市（緑区）

## 支流

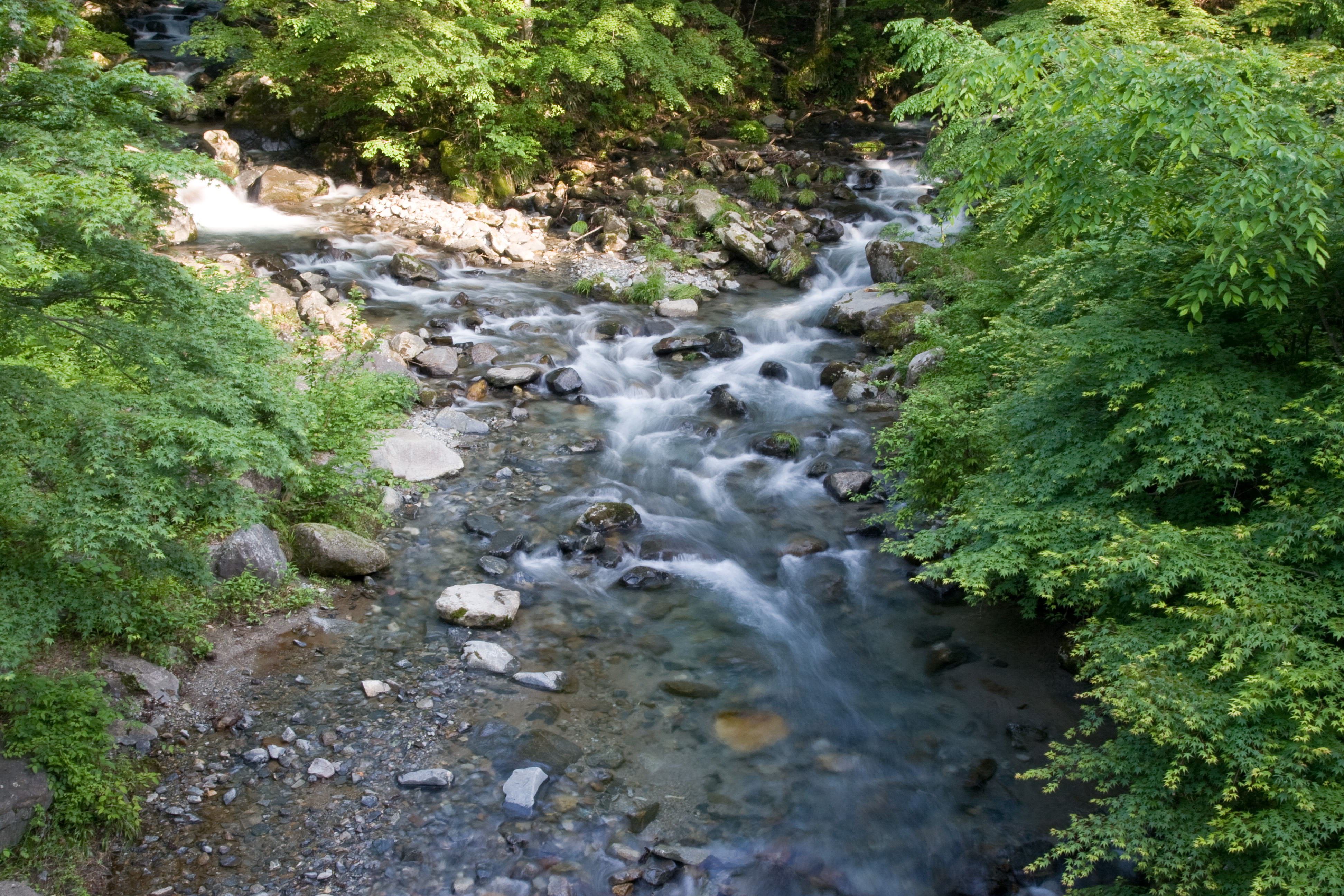
三ヶ瀬川（さがせがわ）

- 鳥屋沢
- 掛水沢
- 三ヶ瀬川
- 道坂川
- 室久保川
- 椿沢
- 大群沢
- 神之川
- 小屋戸沢
- 唐沢
- 西沢
- 寺入沢

## 河川施設
道志ダム・奥相模湖（相模原市緑区青根・牧野字長又）
神奈川県企業庁が経営する発電および水道取水用ダムで、1955年（昭和30年）に造られた。また、増水時に貯水量に余裕のある宮ヶ瀬ダムへ放水する水量調整用の道志導水路が後に整備された。
横浜市水道局 青山取水口・青山水源事務所（相模原市緑区青山）
1897年（明治30年）に設けられた、横浜市水道の取水口。かつての取水口は約4キロメートル下流の相模原市緑区三井にあったが、自然流入により取水できる同地に移された。現在も稼働しており、取水口・沈殿池および水源事務所が併設されている。

## 生態系
上流の道志村内では、前述のとおり横浜市の水源涵養林として森林が保全されていることもあって今も水質は良く、綺麗な渓流にしか住めないヤマメやアユなどをはじめとする様々な水棲生物の生活を支えている。
一方、神奈川県内の下流部では、1955年（昭和30年）に造られた道志ダム・奥相模湖からの土砂流失や、後に進められた大規模な河川工事等による水質汚濁が見られるようになり、また沿川キャンプ場などからの排水による汚染も懸念されている。
絶滅危惧II類に指定されているスナヤツメの神奈川県下最大の生息域になっているなど、清流でなければ住めない生物の生命を支えているものの、その生態系への影響が懸念されており、他の水域と同様の、ダムや護岸改修など人為的開発による環境破壊の問題をやはり抱えている。

## 周辺
- 丹沢、道志山塊
- 道志渓谷

- 道志橋-国道412号上に架かる橋

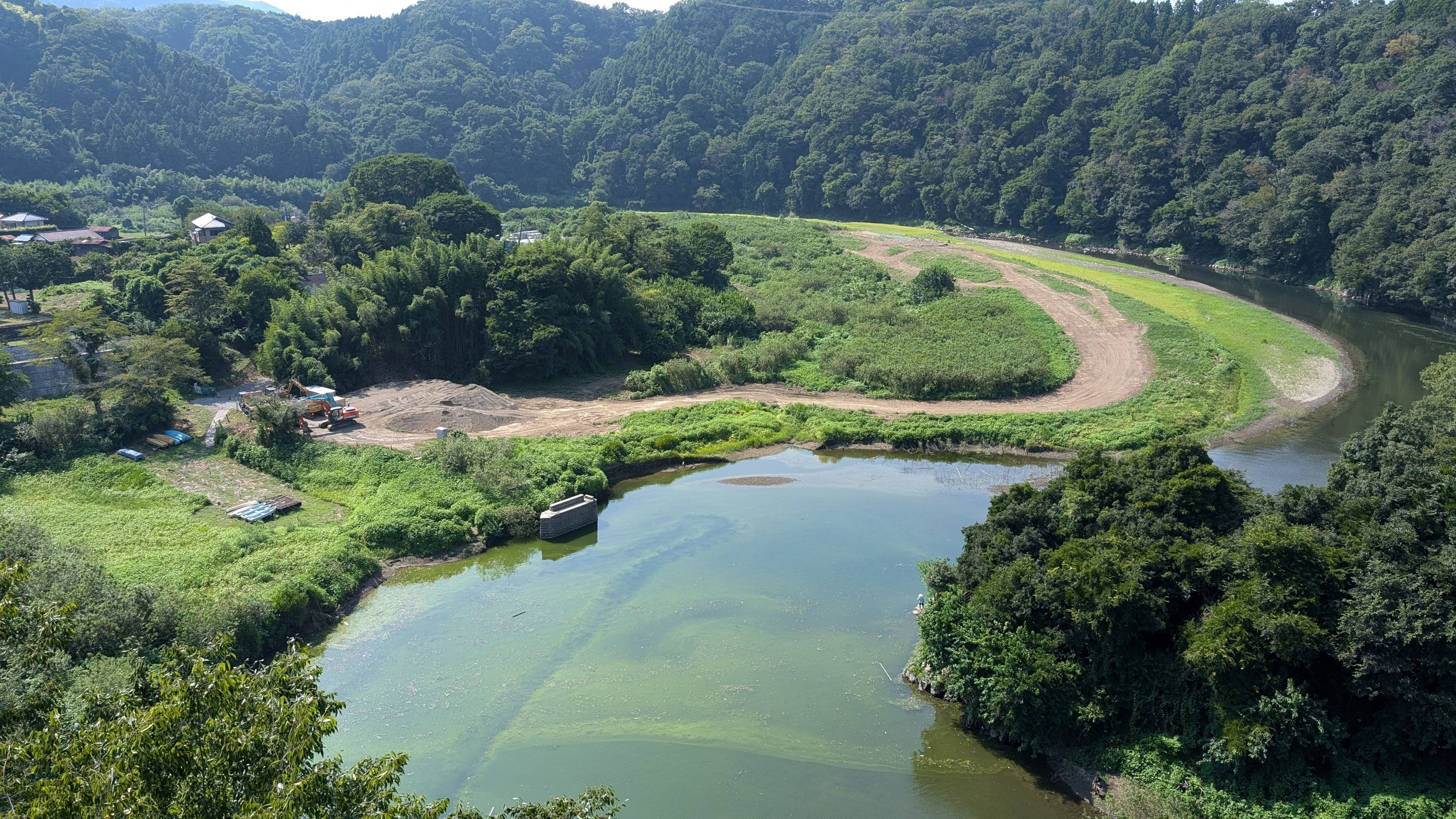
道志橋(相模原市緑区・国道412号)より見下ろす

- 国道413号（津久井街道、道志みち） - 道志川に沿って道が付けられており、道志村および相模原市緑区青根・青野原の幹線道路になっている。道志村内では左岸を、相模原市内では右岸を通っている。
- 両国橋 - 道志村・相模原市の境となる道志川を渡る国道413号の道路橋。山梨県（旧甲斐国）・神奈川県（旧相模国）の境に架かるため、この名が付いた。
- キャンプ場 - 道志川河岸には、オートキャンプ場やコテージなどのアウトドア施設が連なり、「キャンプ場銀座」とも呼ばれるほど密集している。2019年、台風19号の増水などにより多くのキャンプ場が閉鎖に追い込まれる被害を出した[4]。